# 량이천
량이천(중국어 정체자: 梁以辰, 병음: Liáng Yîchén, 한자음: 양이진, Yvonne Liang, 1990년 10월 24일 ~ )은 대만의 배우이다.

## 방송
- 백분지일상대륜
- 생명부수
- 정의적선범
- 화신적안루
- 폐재틈천관